# Gramática sistêmico-funcional
A gramática sistêmico-funcional (português brasileiro) ou gramática sistémico-funcional (português europeu) é o modelo de descrição e análise lexicogramatical desenvolvido desde a década de 50 do século XX por Michael A. K. Halliday, Ruqaiya Hasan, J. R. Martin, Christian Matthiessen, entre outros. Faz parte da teoria mais geral conhecida como Linguística sistêmico-funcional (LSF), que também oferece modelos funcionais de semântica, fonologia e contexto, contrapondo-se a teorias formalistas.
O modelo sistêmico-funcional é sistêmico porque vê a gramática como um conjunto de sistemas de escolhas semanticamente motivados, e é funcional porque postula que a organização dos sistemas tem como base metafunções que nascem da interação da semântica com o contexto social. Na LSF, a oposição saussuriana entre língua (langue) e fala (parole) é relativizada na concepção de língua como um potencial de significação que só pode ser compreendido a partir de sua instanciação em textos concretos e contextualizados, existindo uma complementaridade fundamental entre o polo do sistema e o da instância.
Segundo a teoria, todas as línguas se organizariam com base em três metafunções: a ideacional, utilizada para a construção e a articulação de experiências (reais ou não); a interpessoal, manifestando o caráter fundamentalmente interacional da linguagem; e a textual, voltada à formação de unidades semânticas coesas e coerentes.